# Grandpa Elliott
Grandpa Elliott, eredeti neve: Elliot Small (New Orleans, Louisiana, 1944. július 10. – 2022. március 8.) New Orleans-i utcazenész volt. Hatéves korától kezdve játszott a város utcáin. Rémusz bácsinak is nevezték.
A Lafitte Housing Projectsben nőtt fel. Kisfiúként szerette meg a zenét. Grandpa Elliott nagybátyja professzionális zenész volt, és gyakran megengedte unokaöccsének, hogy eljöjjön a hajléktalanszállóra, és hallja a zenekart játszani. Egy napon, amikor a nagybátyja otthon hagyta szájharmonikáját, Elliott felemelte, és a szájához tette. Borzasztónak találta azt, mert büdös dohányszaga volt. A nagybácsi adott egy új szájharmonikát az ifjú Elliottnak, aki rögtön beleszeretett a hangszerbe.
Édesanyja a klasszikus zenét kedvelte, így Elliott változatos zenei ízekhez jutott. Amikor Fred Astaire filmjeit nézve a televízióban táncolni tanította, Grandpa Elliott kezdett fellépni az utcasarkon; énekelt, táncolt és szájharmonikázott.
A férfi, akivel anyja együtt élt, verte mindkettőjüket, és végül megölte az anyját. Ekkor a nagymamája visszavitte New Orleansba.
Grandpa Elliott New Orleans utcáinak ismert és népszerű figurája lett. A Playing for Change weboldalán sok felvételen szerepel, ugyanis tagja az állandó lett együttesnek (The PFC Band).
Sugar Sweet címmel 2009-ben egy önálló albuma is megjelent.

## Dalok
- Sugar Is Sweet
- We're Gonna Make It
- Ain't Nothing You Can Do
- Another Saturday Night
- Fannie Mae (Live)